# اکالیپتوس ریزمیوه
اکالیپتوس ریزمیوه (نام علمی: Eucalyptus microcarpa) نام یک گونه از سرده اوکالیپتوس است.